# Људмила Брагина
Људмила Иванова Брагина (рус. Людмила Ивановна Брагина; Јекатеринбург 24. јул 1943) била је совјетска атлетичарка чија је специјалнос било трчање на средње стазе, заслужни мајстор спорта СССР. Олимпијска је победница на Олимпијских игара 1972 и трци на 1.500 метара, светска рекордерка (1972—1976), првакиња СССР (1968—1974). Награђева је Орденом црвене заставе рада.

## Значајнији резултати
| Год.  | Такмичење                    | Место                          | Пласман | Дисциплина | Резултат   | Детаљи                                 |
| 1969. | Европско првенство           | Атина, Грчка                   | 4       | 1.500 м    | 4:13,2 НР  | [ 1 ]                                  |
| 1970. | Европско првенство у дворани | Беч, Аустрија                  |         | 800 м      | 2:07,5     |                                        |
| 1970. | Европски куп                 | Будимпешта, Мађарска           |         | 1.500 м    | 4:17,2     |                                        |
| 1971. | Европско првенство у дворани | Софија, Бугарска               |         | 1.500 м    | 4:17,8     |                                        |
| 1972. | Европско првенство у дворани | Гренобл, Француска             |         | 1.500 м    | 4:18,35    |                                        |
| 1972. | Олимпијске игре              | Минхен, Западна Немачка        |         | 1.500 м    | 4:01,38 СР |                                        |
| 1973. | Европски куп                 | Единбург, Уједињено Краљевство |         | 1.500 м    | 4:10,11    |                                        |
| 1974. | Европско првенство у дворани | Гетеборг, Шведска              | 6.      | 1.500 м    | 4:20,80    |                                        |
| 1974. | Европско првенство           | Рим, Италија                   |         | 3.000      | 8:56,09    |                                        |
| 1976. | Олимпијске игре              | Минхен, Западна Немачка        | 5.      | 1.500 м    | 4:07,20    |                                        |
| 1977. | Светско првенство у кросу    | Диселдорф, Западна Немачка     |         | 5.100 м    | 17:28      | Архивирано на веб-сајту (12. јун 2017) |
| 1977. | Светско првенство у кросу    | Диселдорф, Западна Немачка     |         | екипно     | 15. бод    | Архивирано на веб-сајту (12. јун 2017) |

## Светски рекорди
Трка на 1.500 метара
- 4:06,90 мин 4. септембар 1972. кв ЛОИ Минхен
- 4:05.07 мин 7. септембар 1972. пф ЛОИ Минхен
- 4:01,40 мин 9. септембар 1972. фин ЛОИ Минхен

Трка на 3.000 метара
- 8:53,00 мин — 12. август 1972. Москва
- 8:52,74 мин — 6. јул 1974. Дарам (Северна Каролина)
- 8:27,20 мин — 7. август 1976. Колеџ Парк